# Mohéli Szultánság
A Mohéli Szultánság, Mohéli (Mwali) Szultanátus vagy Mohéli (Mwali) Királyság, franciául: Sultanat (Royaume) de Mohéli, comorei nyelven Mwali, mohéli nyelvjárásban (shimwali): Mwali, arabul: موهيلي. illetve egyszerűen Mohéli vagy Mwali, egy iszlám vallású monarchia, amely állam 1830-tól 1909-ig létezett önálló országként a Comore-szigetek egyik szigetén, 1886-tól francia protektorátusként, amelynek uralkodói a szultán, illetőleg a francia uralom révén a királyi címet viselték.

## Az állam adatai

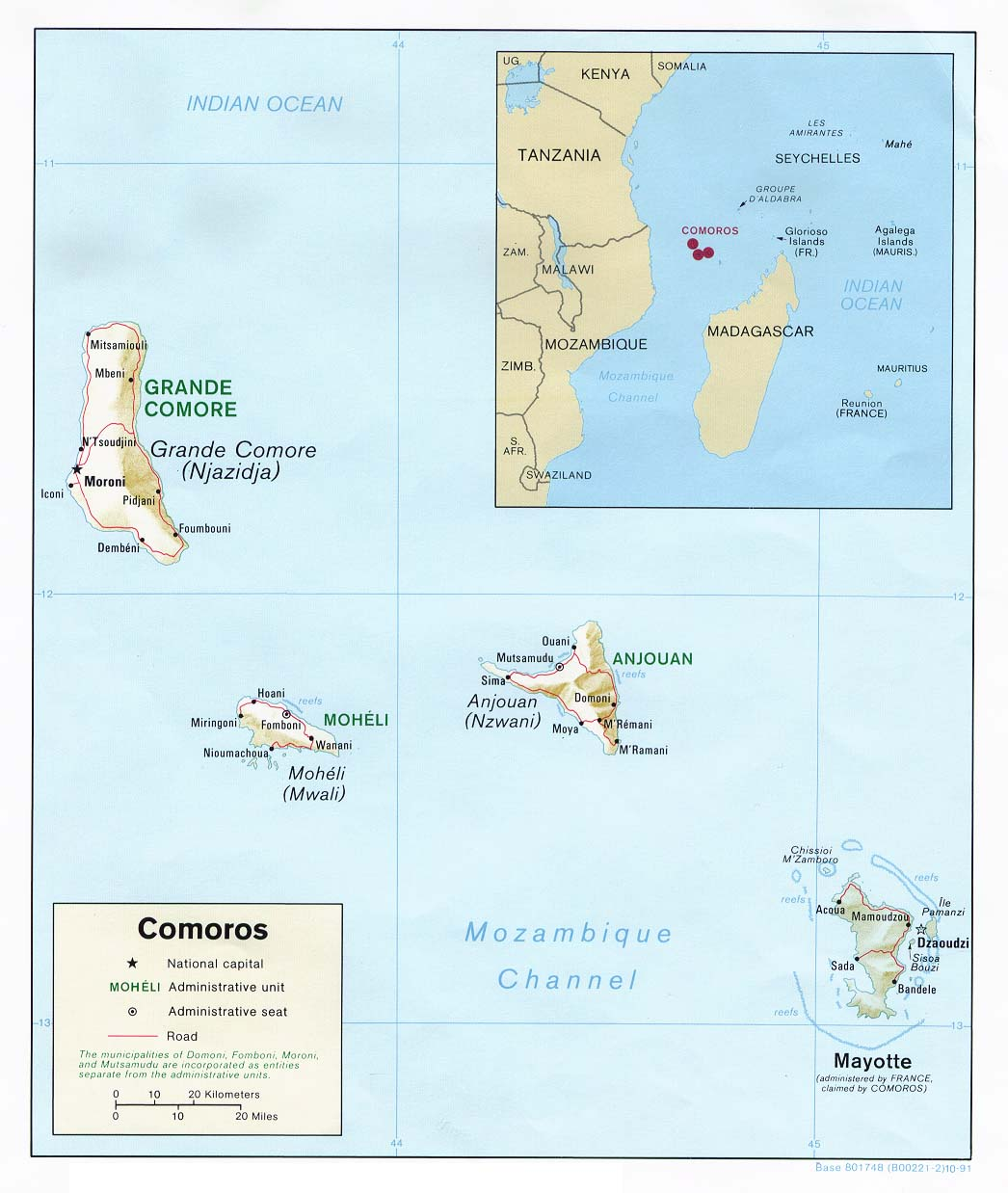
Mohéli a történelmi Comore-szigetek között

A Mohéli Szultánság területe megegyezik a sziget kiterjedésével, és azonos a Comore-szigeteki Unió mai autonóm területének számító egyik szigetével, Mohélivel.

## Története

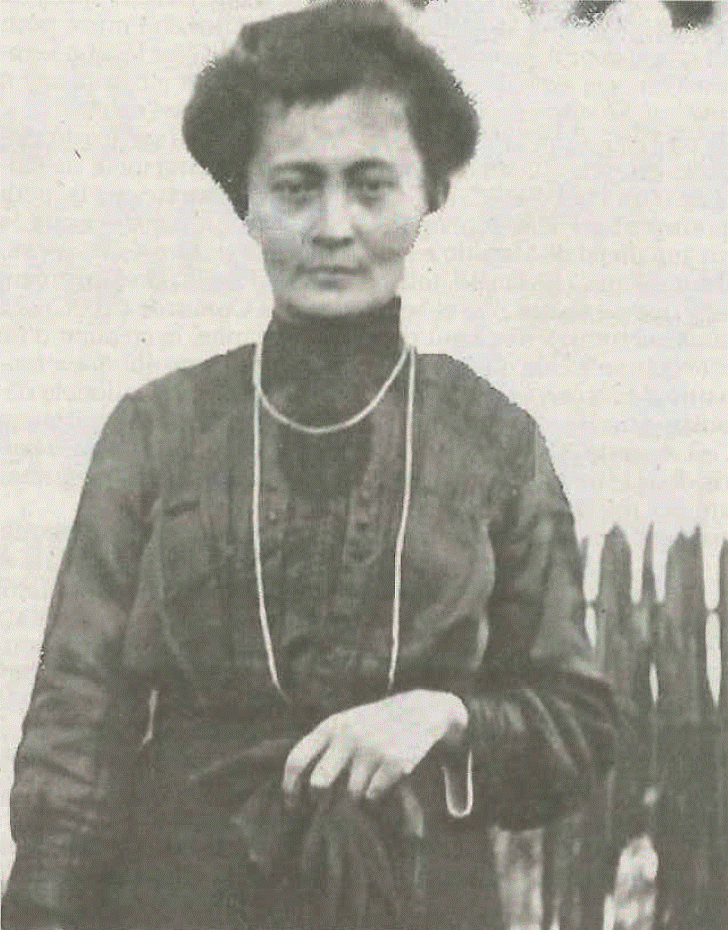
Szalima Masamba szultána-királynő 1920-ban

1830-tól a madagaszkári királyi ház, az Imerina-dinasztia egy oldalága uralkodott a szigetországban. 1886-tól francia protektorátus lett, 1909-ben Szalima Masamba királynőt lemondatták a trónról, de hivatalosan 1912-től kezdődött a gyarmati uralom Mohélin, illetőleg a Comore-szigeteken.
A gyarmati időszak elmúltával a királyi család tagjai visszatértek a szigetre, és Szalima Masamba és Camille Paule unokája, Anne Etter a Comore-szigetek Fejlesztési Társaságának (Association Développement des Îles Comores) elnökeként képviseli az uralkodóházat napjainkban.

## Állami kitüntetés
1851-ben Dzsombe Szudi Fatima szultána megalapította a Mohéli Csillagrendje (Ordre de l'Étoile de Mohéli) állami kitüntetést, amely 1902-ig volt érvényben, mikor Dzsombe Szudi lányát, Szalima Masamba szultána-királynőt a férjével, Camille Paule francia csendőrrel együtt véglegesen Franciaországba telepítették, bár az uralkodónő névlegesen még hét évig kormányozta a szigeten francia rezidensek közreműködésével.
A kitüntetést 2003-ban újra bevezették, amikor Mohéli a Comore-szigeteki Unió autonóm területévé vált. Mohéli Csillagrendjének nagymestere Mohéli autonóm terület elnöke, Said Mohamed Fazul lett, míg a kancellárja Mohéli utolsó uralkodójának, Szalima Masamba szultána-királynőnek az unokája, Anne Etter.
A Mohéli Csillagrendben három rang (lovag, tiszt, parancsnok) és két méltóság (főtiszt, nagykeresztes) van.

lovag (Chevalier)
tiszt (Officier)
parancsnok ('Commandeur)
főtiszt (Grand Officier)
nagykeresztes (Grand-Croix)